# GSLV
GSLV(Geosynchronous Satellite Launch Vehicle)는 인도의 소모성 우주 발사체이다.

## 역사
GSLV-I는 2001년 4월 18일 최초 발사했다. 3단은 러시아 회사 글라브코스모스에서 수입했다.
1991년 인도는 러시아와 기술이전 협약을 맺었다. 1992년 5월, 미국 국무부는 MTCR 위반이라며 인도와 러시아간의 루주 발사체 개발을 반대했다.
1994년 4월 ISRO는 독자적인 극저온 상단 로켓 개발을 추진했다. 러시와 새로운 협약을 체결했다. KVD-1(RD-56) 극저온 상단 로켓 7개와 1개의 지상용 목업을 제공하고, 기술이전은 하지 않기로 했다. 취소된 예전의 1991년 협약으로는 KVD-1 극저온 상단 로켓 5개와 기술이전을 해주기로 했었다. 이 엔진들은 GSLV-I 로켓의 최초 발사에 사용되었다.

## GSLV-I
2001년 4월 18일 최초 발사했다. 3단 로켓으로 KVD-1(RD-56)을 사용한다. 러시아에서 완제품을 수입했다. 정지궤도에 1.5톤 인공위성을 올릴 수 있다. 2010년 12월 25일 마지막으로 발사하고 퇴역했다.

## GSLV-II
2010년 4월 15일 최초 발사했다. 3단 로켓 CE-7.5을 독자 개발했으며, 연소시간도 GSLV-I 718 초에서 846 초로 늘어났다. 정지궤도에 2.5톤 인공위성을 올릴 수 있다. 2019년 현재 사용중이다.

## GSLV-III
2014년 최초 발사했다.

## 대한민국
나로호(KSLV-I) 개발 과정도 인도의 GSLV-I과 매우 비슷하다.
- 인도와 러시아간 우주로켓 개발 협약이 MTCR 위반이라며, 미국 국무부가 반대했다. 이에 러시아가 계약을 취소하고 새로운 협약을 체결했다.
- 한국과 러시아간 우주로켓 개발 협약이 MTCR 위반이라며, 미국 국무부가 반대했다. 이에 러시아가 계약을 취소하고 새로운 협약을 체결했다.
- 새로운 협약으로, 인도는 진공추력 80톤 가스발생기 사이클 비카스 (로켓 엔진)을 독자 개발했다.
- 새로운 협약으로, 한국은 진공추력 75톤 가스발생기 사이클 KRE-075를 독자 개발했다.
- 새로운 협약으로, 인도는 수입하려던 진공추력 8톤 단계식 연소 사이클 RD-56과 비슷한 진공추력 7톤 단계식 연소 사이클 CE-7.5을 독자 개발했다.
- 새로운 협약으로, 한국은 수입하려던 진공추력 8톤 단계식 연소 사이클 RD-8과 비슷한 진공추력 10톤 단계식 연소 사이클 KRE-010을 독자 개발했다.

한국이 독자개발을 하겠다고 계획 변경을 발표할 당시, 러시아측 전문가는, 독자개발이 기존 수입계획 보다 10년 정도 일정이 뒤쳐질 것이라고 예상했다.
한국과 완전히 똑같은 것은 아니다. 특이사항으로 최근 인도는 나로호의 1단 엔진 RD-191을 우크라이나에서 기술도입해 국산화 하는데 성공했다. 한국이 러시아에서 기술도입해 국산화 하려다가 미국의 반대 이후 국산화가 완전히 취소된 것과 비교된다.

## 같이 보기
- GSLV-III
- PSLV